# Франческо Рогадео
Франческо Рогадео (італ. Francesco Rogadeo, 8 листопада 1892, Неаполь — 8 вересня 1985, Рим) — італійський адмірал та політик.

## Біографія
Франческо Рогадео народився 8 листопада 1892 року в Неаполі. Навчався у престижній військовій школі «Нунціателла» в Неаполі. У 1912 році вступив до Військово-морської академії в Ліворно, яку закінчив у 1914 році у званні гардемарина.
Брав участь у Першій світовій війні на борту лінкорів «Вітторіо Емануеле» та «Кайо Дуіліо». У 1917 році отримав звання лейтенанта.

### Міжвоєнний період
Після закінчення війни протягом 1919-1923 років Франческо Рогадео був ад'ютантом командувача Військово-морського командування Іонічного моря та Отранто, ад'ютантом начальника генерального штабу флоту, згодом - ад'ютантом командувача Військово-морського командування Тірренського моря. Командував міноносцем та канонерським човном. У 1925 році отримав звання капітана III рангу, був заступником командира есмінця «Леоне».
Протягом 1926-1928 років ніс службу у Міністерстві військово-морських сил, потім у Східній Африці, де командував есмінцями «Джузеппе Міссорі», «Вінченцо Джованні Орсіні», плавучою базою підводних човнів «Алессандро Вольта» та мінним загороджувачем «Лепанто». Протягом 1929-1930 років був командувачем військово-морської бази в Массауа.
У 1931 році Франческо Рогадео отримав звання капітана II рангу. Був заступником командира крейсера «Тренто». Протягом 1932-1934 років ніс службу у Військово-морській академії, потім командував есмінцем «Лібеччо». Протягом 1936-1937 років, під час другої італо-ефіопської війни знову командував військово-морською базою в Массауа.
У 1937 році отримав звання капітана I рангу і був призначений начальником штабу військово-морського командування в Ла-Маддалені, згодом - командувачем військово-морського командуванні в Триполі. 

### Друга світова війна
У 1939 році призначений командиром крейсера «Емануеле Філіберто Дука д'Аоста», на борту якого брав участь у бойових діях під час Другої світової війни, зокрема у конвойних та ескортних місіях.
У березні 1942 року призначений командувачем військово-морського командування в Тірренському морі. У грудні того ж року отримав звання контрадмірала. Перебував на цій посаді до червня 1943 року.
На момент капітуляції Італії 8 вересня 1943 року Франческо Рогадео перебував у Римі, де очолював вище транспортне управління флоту. Згодом він був відправлений до Таранто, щоб взяти на себе командування меншим кораблем. Пізніше він прибув до Бріндізі у розпорядження новоствореного міністерства військово-морського флоту. У серпні 1944 року його відправили до Риму, до Генеральної дирекції офіцерів, де він залишався до серпня 1946 року, отримавши звання дивізійного адмірала в лютому 1945 року. У січні 1947 року вийшов у відставку.

### Післявоєнний період
У 1953 році Франческо Рогадео був обраний до другого скликання Сенату Італії (1953-1958) від Національної монархічної партії (італ. Partito Nazionale Monarchico).
У 1970 році отримав почесне звання ескадреного адмірала.
Помер у Римі 8 вересня 1985 року.

## Нагороди

### Італійські
- Срібна медаль «За військову доблесть»
- Бронзова медаль «За військову доблесть» (тричі)
- Хрест «За військові заслуги»
- Командор Ордена Корони Італії
- Офіцер Ордена Святих Маврикія та Лазаря
- Офіцер Колоніального Ордена Зірки Італії

### Іноземні
- Залізний хрест 2 класу (Третій Рейх)